# Brachydesmus karawajewi
Brachydesmus karawajewi är en mångfotingart som beskrevs av Hans Lohmander 1928. Brachydesmus karawajewi ingår i släktet Brachydesmus och familjen plattdubbelfotingar. Inga underarter finns listade i Catalogue of Life.